# Это — катастрофа
«Это — катастрофа» (англ. It’s a Disaster) — американская арт-хаусная чёрная комедия 2012 года режиссёра и сценариста Тодда Бергера. В главных ролях Рэйчел Бостон, Кевин М. Бреннан, Дэвид Кросс, Америка Феррера, Джефф Грейс, Эринн Хейс, Блез Миллер и Джулия Стайлз. Премьера фильма состоялась на кинофестивале в Лос-Анджелесе, а в прокат в США фильм вышел 12 апреля 2012 года.

## Сюжет
Восемь друзей встречаются на воскресном обеде, как вдруг они понимают, что электричество отключено, и ни один телефон не работает. Вскоре они узнают, что город стал жертвой загадочного нападения. Теперь они заперты в доме и отрезаны от остального мира. Они не знают, что их ожидает дальше. Нервы начинают сдавать, и один за другим начинают терять рассудок...

## В ролях
| Актёр             | Роль                  |
| ----------------- | --------------------- |
| Рэйчел Бостон     | Лекси Кивел           |
| Кевин М. Бреннан  | Бак Кивел муж Лекси   |
| Дэвид Кросс       | Гленн Рэндольф        |
| Америка Феррера   | Хеди Галили           |
| Джефф Грейс       | Шейн Оуэнс            |
| Эринн Хейс        | Эмма Мандрейк         |
| Блез Миллер       | Пит Мандрейк муж Эммы |
| Джулия Стайлз     | Трейси Скотт          |
| Джесси Дрейпер    | Хол Лусто             |
| Лора Адкин        | Дженни                |
| Роб Макджилливрэй | Гордон                |
| Тодд Бергер       | Хол                   |